# Mexalictus arizonensis
Mexalictus arizonensis är en biart som beskrevs av Eickwort 1978. Mexalictus arizonensis ingår i släktet Mexalictus och familjen vägbin. Inga underarter finns listade i Catalogue of Life.